# NGC 3766

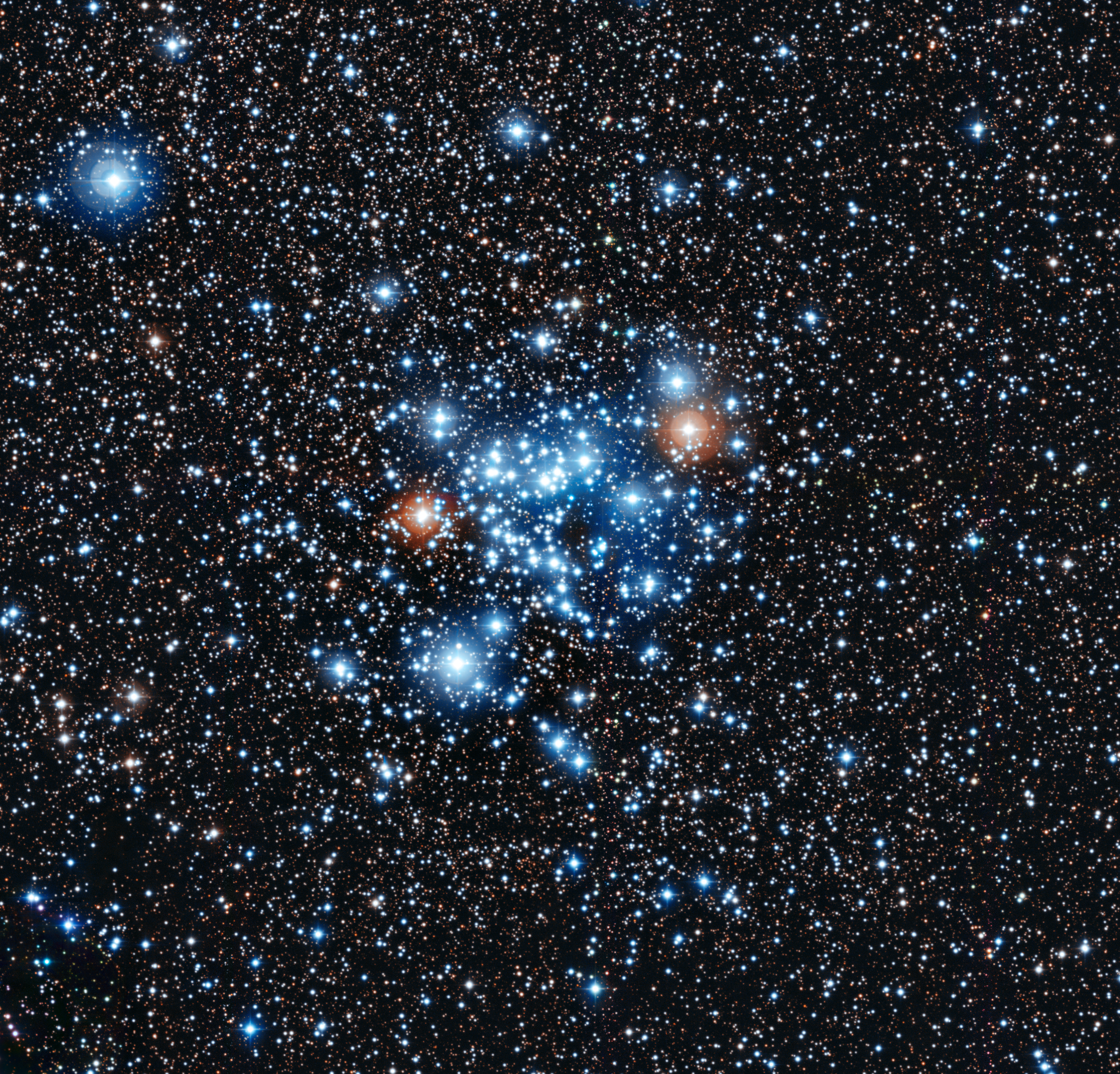
NGC 3766

NGC 3766 sau Caldwell 97 este un roi deschis din constelația Centaurul. 